# Елизавета Люксембургская (1922—2011)
Елизавета Люксембургская (22 декабря 1922, Замок Берг, Люксембург — 22 ноября 2011[…], замок Фишбах, Люксембург) — принцесса Люксембургская; в замужестве — герцогиня Гогенберг. Старшая дочь Шарлотты, великой герцогини Люксембурга, и Феликса Бурбон-Пармского.

## Биография
Елизавета родилась 22 декабря 1922 года в замке Берг, основной резиденции великих герцогов Люксембурга в городе Кольмар-Берг, у слияния двух главных рек государства — Альзет и Атерт. Воспитывалась принцесса в старых традициях великогерцогского двора, а в годы Второй мировой войны проживала в Квебеке, Канада изгнании из-за оккупации страны германскими войсками.
22 ноября 1955 года великая герцогиня Шарлотта объявила о помолвке своей старшей дочери принцессы Елизаветы и принца Франца фон Гогенберга. Жених являлся внуком трагически погибших наследника австро-венгерского престола эрцгерцога Франца Фердинанда и его супруги герцогини Софии фон Гогенберг.
Венчание представителей двух католических семей состоялось в соборе Люксембургской Богоматери в городе Люксембурге 9 мая 1956 года. На церемонии присутствовало более 100 членов европейских королевских семей. Будущая герцогиня фон Гогенберг появилась в храме в белом шёлковом платье с высоким вырезом и длинной фатой из брюссельского кружева. В руках у неё был букет из белых орхидей и теперь уже неизвестных цветов оранжевого оттенка.
В 1962 году скончался герцог Максимилиан фон Гогенберг, и принц Франц получил герцогский титул. К этому времени в браке уже родилось две дочери:
- Анна (Анита) (род. в 1958 году), в 1978—1998 годах состояла в первом браке с Роме де ла Пёц, графом д’Арамбуре, а с 2005 года в браке с графом Андреасом фон Бердо;
  - Гаэтан де ла Пец, граф д'Арамбур (род. 25 июля 1980 г.)
  - Аликс де ла Пец, граф д'Арамбур (род 8 сен 1981 г.)
  - Габриэль де ла Пец, граф д'Арамбур (род. 3 октября 1987 г.)
  - Рауль де ла Пец, граф д'Арамбюр (род. 14 июня 1989 г.)
- София (род. в 1960 году), с 1983 года состоит в браке с господином Жан-Луи де Потеста
  - Элеонора де Потеста (род. 24 апреля 1984 г.)
  - Барон Шарль де Потеста (род. 25 октября 1985 г.)
  - Элизабет де Потеста (род. 29 апреля 1988 г.)

В 1977 году герцогиня Елизавета овдовела.
Утром 22 ноября 2011 года вдовствующая герцогиня Гогенберг скончалась. Похоронена в семейном склепе замка Артштеттен, находящегося в Нижней Австрии, к западу от Вены.

## Титулы
- 22 декабря 1922 — 9 мая 1956: Её Королевское Высочество Принцесса Елизавета Люксембургская, принцесса Нассау, принцесса Бурбон-Пармская
- 9 мая 1956 — 8 января 1962: Её Королевское Высочество Наследная принцесса фон Гогенберг
- 8 января 1962 — 16 августа 1977: Её Королевское Высочество Герцогиня фон Гогенберг
- 16 августа 1977 — 22 ноября 2011: Её Королевское Высочество Вдовствующая герцогиня фон Гогенберг